# Monetaria caputserpentis
Erosaria caputserpentis là một loài ốc biển, là động vật thân mềm chân bụng sống ở biển trong họ Cypraeidae, họ ốc sứ.
Loài này được tìm thấy ở Biển Đỏ, Ấn Độ Dương, hải vực Ấn Độ Dương-Tây Thái Bình Dương, Úc và Philippines. Loài ốc biển này sống ở các rạn san hô, dốc đá và vùng bờ biển nhiều đá từ vùng bãi nước triều kéo dài 200 m.

## Phân loài
- Erosaria caputserpentis caputserpentis Linnaeus (syn. Cypraea caputserpentis caputserpentis Linnaeus, 1758)

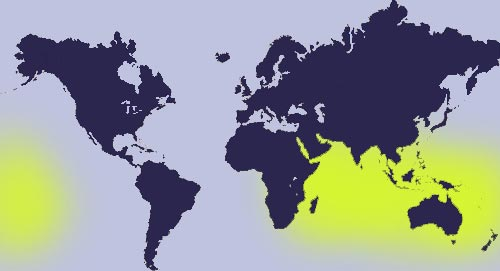
Distribution map của Erosaria caputserpentis

## Hình ảnh

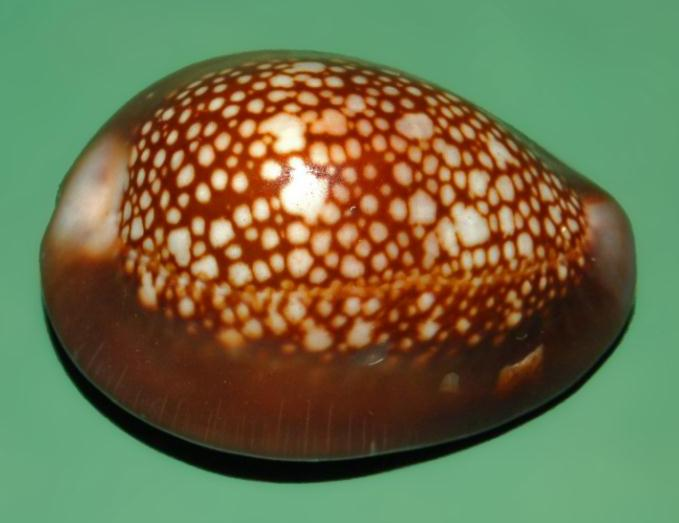
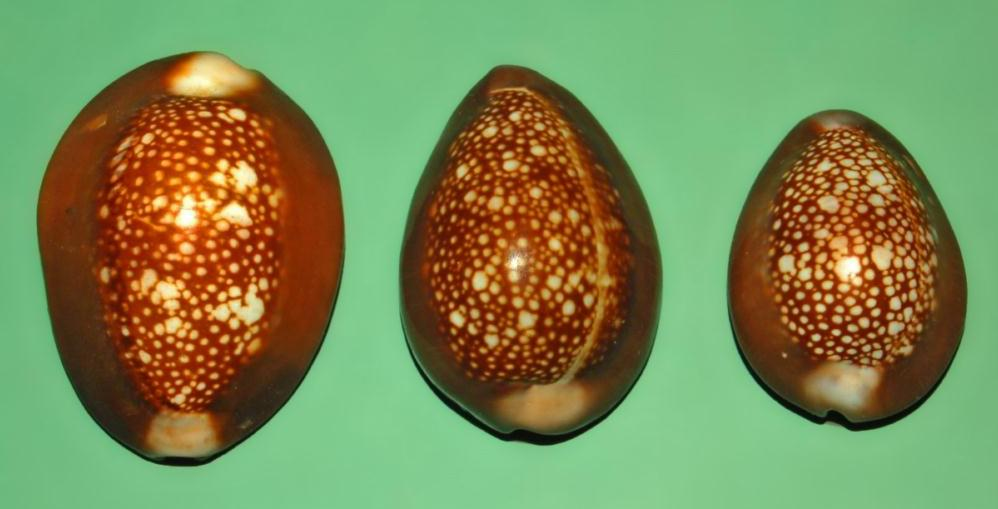
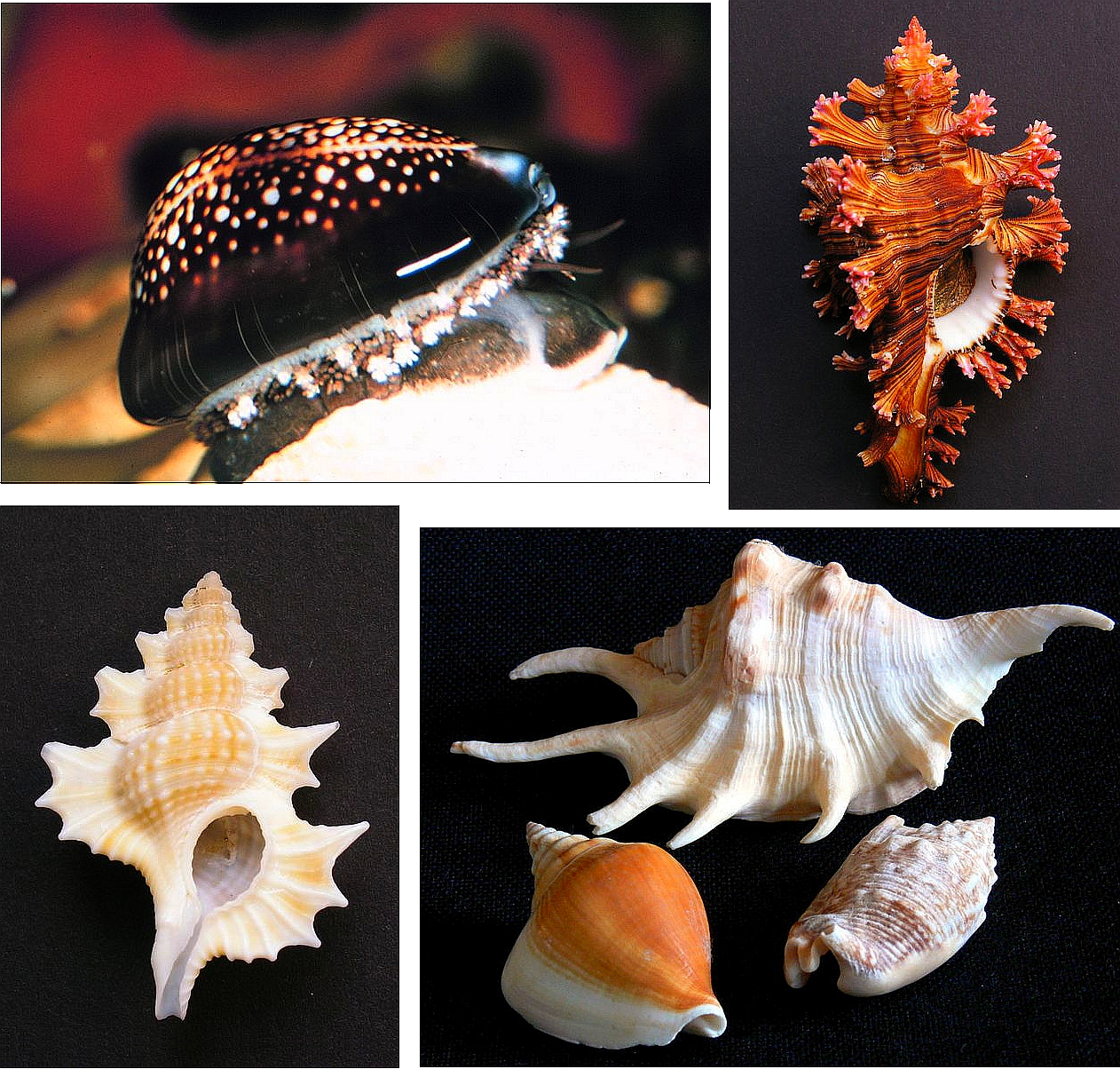
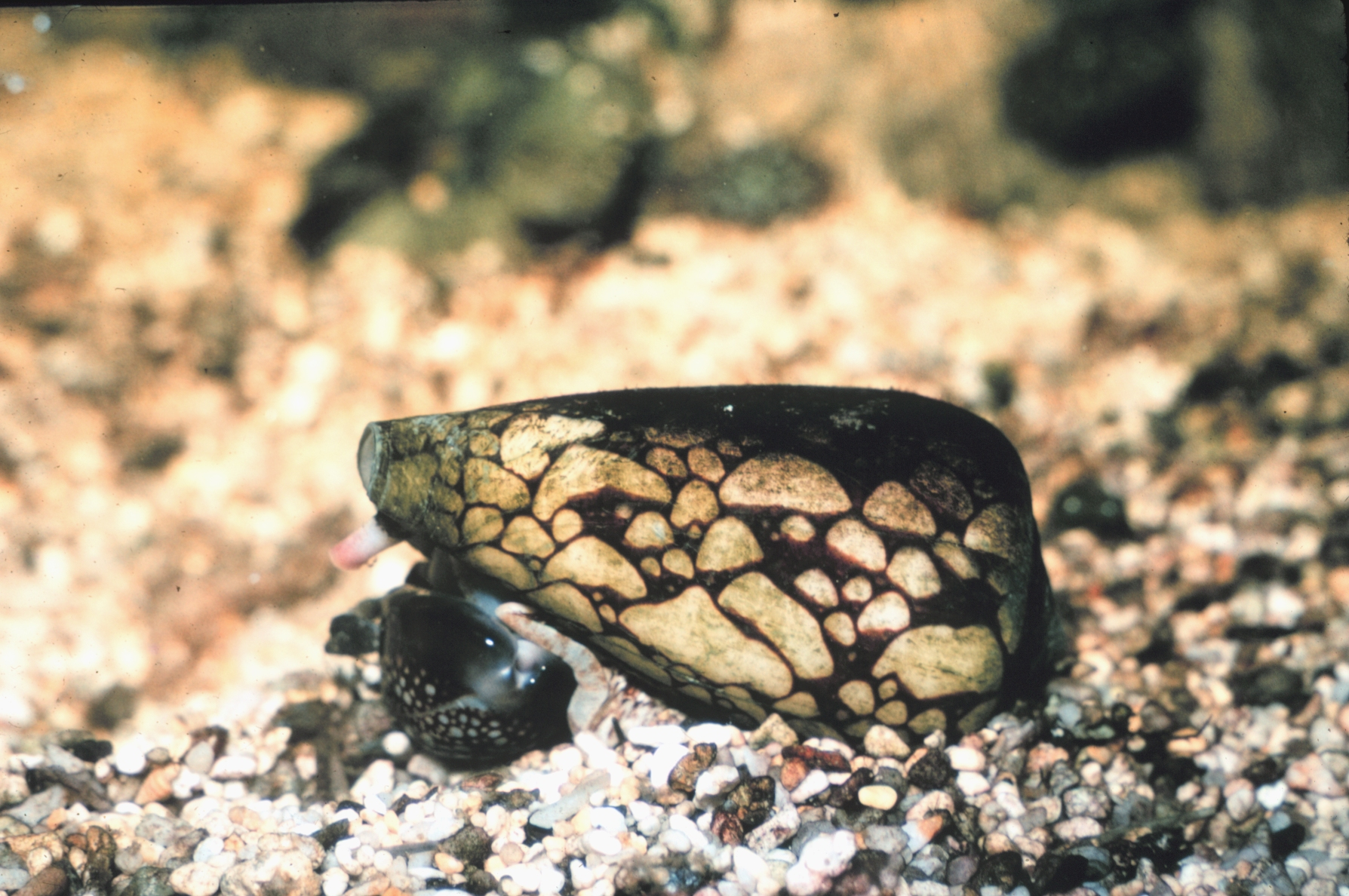